# Campo el Conejo
Campo el Conejo är en ort i Mexiko.   Den ligger i kommunen Culiacán och delstaten Sinaloa, i den västra delen av landet, 1 000 km nordväst om huvudstaden Mexico City. Campo el Conejo ligger 9 meter över havet och antalet invånare är 194.
Terrängen runt Campo el Conejo är mycket platt. Runt Campo el Conejo är det ganska tätbefolkat, med 155 invånare per kvadratkilometer. Närmaste större samhälle är Licenciado Benito Juárez, 14,8 km norr om Campo el Conejo. Trakten runt Campo el Conejo består till största delen av jordbruksmark.